# William L. Guy

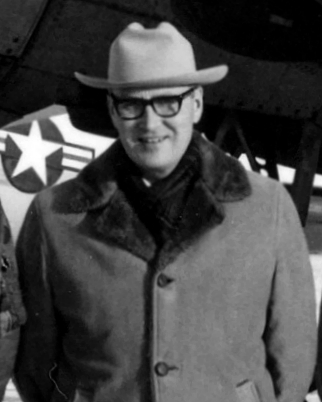
William L. Guy

William Lewis Guy, född 30 september 1919 i Devils Lake, North Dakota, död 26 april 2013 i West Fargo, Cass County, North Dakota, var en amerikansk demokratisk politiker. Han var delstaten North Dakotas 26:e guvernör 1961–1973.
Guy avlade sin grundexamen vid North Dakota Agricultural College (numera North Dakota State University) och deltog i andra världskriget i USA:s flotta. Efter kriget avlade han sin master vid University of Minnesota.
Guy efterträdde 1961 John E. Davis som guvernör i North Dakota och efterträddes 1973 av Arthur A. Link. Av Guys fyra mandatperioder som guvernör var de två första tvååriga och de två senare fyraåriga. Den sittande senatorn Milton Young besegrade Guy ytterst knappt i senatsvalet 1974.